# Über das Fernsehen
Über das Fernsehen (dt. 1998) ist ein Buch des französischen Soziologen Pierre Bourdieu, das zuerst 1996 in Frankreich unter dem Titel Sur la télévision erschienen ist.
Die kleine Schrift enthält, in essayhafter und mitunter polemischer Form, eine Untersuchung des journalistischen Feldes und entstand aus zwei Vorträgen Bourdieus im Fernsehen Sur la télévision und Le champ journalistique. Diese gehörten zu einer Reihe von Vorlesungen, die Bourdieu am Collège de France gehalten hatte.  Beide weisen ungefähr die gleiche Länge auf und überschneiden sich inhaltlich zum Teil: Bourdieu sieht das Fernsehen als „sehr große Gefahr“. Sein normatives Idealbild des Journalisten ist das eines guten Sozialwissenschaftlers, der die Bürger bei ihren Problemen unterstützt und sie nicht für Quoten auszunutzen versucht. Die Akteure sollten sich dementsprechend genau überlegen, ob und unter welchen Bedingungen sie im Fernsehen auftreten wollen.

## Erster Vortrag: Das Fernsehstudio und seine Kulissen
Im ersten Vortrag behandelt Bourdieu verschiedene Themenbereiche im Zusammenhang mit dem Medium, die sich in drei Blöcke gliedern lassen: die Produktionsbedingungen von Fernsehsendungen, die negativen Auswirkungen dieser Produktionsbedingungen und die Heteronomie des Fernsehens, also dessen Abhängigkeit von externen Feldern und Akteuren.

### Die Produktionsbedingungen von Fernsehsendungen
Bourdieu hält es für wichtig im Fernsehen zu sprechen, sofern dies unter annehmbaren Bedingungen geschieht. Seine Situation beim Vortrag unterscheidet sich ganz grundlegend von üblichen Auftritten im Fernsehen: Seine Redezeit ist nicht beschränkt, das Thema nicht aufgezwungen, und er hat keinen Regisseur, der ihn maßregelt. Kurz: er hat die „Verfügungsgewalt über die Produktionsmittel“.
Oft treten Menschen unter schlechten Bedingungen auf, um Aufmerksamkeit auf sich zu ziehen und nicht, weil sie etwas Wichtiges zu sagen haben. „Der Bildschirm wurde auf diese Weise eine Art Spiegel des Narziss, eine Stätte narzisstischer Zurschaustellung.“ Deshalb sei es wünschenswert, sich genau zu überlegen, ob man Einladungen beim Fernsehen annehme oder nicht. Weil das Fernsehen in der Lage ist so viele Leute zu erreichen, müssten ein paar Vorklärungen zu dessen Charakter gemacht werden: „Geht das, was ich zu sagen habe, jeden an? Bin ich bereit, meine Rede formal so zu gestalten, dass alle sie verstehen? Soll sie überhaupt von allen verstanden werden?“
Mit dem Auftritt am Bildschirm sei eine unsichtbare Zensur verbunden: das Thema und die Redezeit sind vorgegeben, sie werden vorausgesetzt. Zudem existierten ökonomische Zensurinstanzen, z. B. über die Eigentümerstrukturen der Medienunternehmen. Aufgrund dieser Mechanismen eigne sich das Fernsehen zur Aufrechterhaltung der symbolischen Herrschaft.
Nicht nur das „Was“, sondern auch das „Wie“ (Art der Präsentation) spiele eine Rolle: Die Beispiele dafür stammen von Patrick Champagne, veröffentlicht gemeinsam mit Bourdieu u. a. in Das Elend der Welt (1997, franz. Ausgabe 1993). Sie betreffen die Berichterstattung über die Unruhen in den Banlieues. Die Medien konzentrieren sich laut Bourdieu auf das Konflikthafte, auf die Sensation und dramatisierten die gewöhnlichen Ängste und Nöte der Bewohner, um ihnen „eine Stimme“ zu geben. „Denn nichts ist schwieriger, als die Realität in ihrer Banalität erfahrbar zu machen. Gustave Flaubert sprach gerne davon, das Mittelmäßige sorgfältig auszumalen.“

### Negative Konsequenzen: Homogenisierung und Denken in Gemeinplätzen
Trotz der vordergründigen Verschiedenheit der Journalisten, sind sie sich Bourdieu zufolge im Grunde ähnlich. Die Tendenz zur Homogenisierung (Vereinheitlichung) liege vor allem in den Medienzwängen begründet. „Vergleichen Sie bloß die Titelseiten der Wochenpresse im Vierzehntagerhythmus: Sie finden fast überall dieselben Aufmacher [...] Niemand liest so viele Zeitungen wie die Journalisten, die im übrigen zu der Ansicht neigen, dass jedermann sämtliche Zeitungen läse.“ Die gegenseitige Beobachtung, Orientierung und ständige Bezugnahme führe zur Abkapselung und Ähnlichkeit. Hinzu kämen soziale Homologien (Übereinstimmungen) der Journalisten untereinander, zum Beispiel bezüglich Ausbildung, Herkunft und Milieu. Die Journalisten informierten sich meistens über die Medien, so dass eine Zirkularität entstehe, die letztlich unhinterfragt aufgenommen werde.
Ebenso kritisiert er die Fixierung auf die Einschaltquote, nach der man sich ausrichte. „Dieses Messinstrument ist für den Journalisten das göttliche Gericht.“ Mehr und mehr gilt der Markt als legitime Legitimationsinstanz. Im Fernsehen setzt sich die Einschaltquote im Zeitdruck um. Zu wenig Zeit schadet laut Bourdieu dem öffentlichen Diskurs. Somit muss sich das Fernsehen mit fast-thinkern abfinden. Wie schaffen es diese Denker, so schnell zu denken? „Die Antwort liegt, scheint mir, darin, dass sie in Gemeinplätzen denken.“
Auch auf politische Fernsehdiskussionen geht Bourdieu ein. Diese seien ein abgekartetes Spiel: Die Teilnehmer kennen sich gut und wissen genau, wie sie aufeinander reagieren können. „Und wirklich ist das Universum der ständigen Fernsehgäste eine geschlossene Welt, in der jeder jeden kennt und die einer Logik ständiger Selbstbestätigung folgt.“ Bourdieu untersucht eine Debatte: diejenige um Jean-Marie Cavada bei den Novemberstreiks. Hier herrschen eine Reihe von Zensurmaßnahmen: Moderator, Gäste, Zusammensetzung der Runde (Einladungen)... „Und das stellt unter demokratischen Gesichtspunkten ein äußerst wichtiges Problem dar: Offenkundig sind nicht alle Teilnehmer gleichermaßen mit solchen Diskussionsrunden vertraut.“ Der Moderator müsse den Unbeholfenen etwas nachhelfen, wie dies die Interviewer in der soziologischen Studie Das Elend der Welt getan hätten.

### Heteronomie des Fernsehens
Das Fernsehen sei als Kommunikationsmedium wenig autonom und einer Reihe von Zwängen ausgesetzt, die auf gemeinsame Interessen verweisen und mit der Position der Journalisten im Feld der symbolischen Produktion zusammenhängen. Besonders stark sei der Konflikt zwischen dem autonomen und heteronomen Pol, also denen, die sich den kommerziellen Zwängen nicht unterwerfen und denen, die dies tun. „Die Spannung zwischen dem, was beruflich verlangt wird, und den Ansprüchen, die man in den Journalistenschulen und auf den Universitäten erwirbt, steigt immer weiter – obwohl, wer wirklich Karriere machen will, sich schon vorgreifend anpasst.“ Bei den Journalisten fänden sich dementsprechend viele Enttäuschte und Zyniker.

## Zweiter Vortrag: Die unsichtbare Struktur und ihre Auswirkungen
Der zweite Vortrag enthält Ausführungen zum Feld journalistischer Produktion in Frankreich und zum Habitus der beteiligten Akteure. Zum Schluss schlägt Bourdieu Gegenmaßnahmen gegen die negativen Tendenzen des Fernsehens vor.

### Das journalistische Feld
Zunächst geht es um den Begriff des journalistischen Feldes, den Bourdieu definiert. Um z. B. den Fernsehsender TF1 zu verstehen, genügt es nicht über die Eigentümerverhältnisse und ökonomischen Kennzahlen informiert zu sein. Vielmehr muss man die Stellung von TF1 im Feld der journalistischen Produktion rekonstruieren, d. h. auch alle Akteure und deren Verhältnisse zu TF1 anschauen, die Zuschauer, die Werbekunden etc. Wie sieht dieses  Feld heute (1996) aus? Diese Frage lässt sich besser beantworten, wenn man sich die historische Transformation anschaut. „[...] In den fünfziger Jahren spielte das Fernsehen im journalistischen Feld kaum eine Rolle“, gegenwärtig sei es dagegen (ökonomisch) dominierend. Am Beispiel der politischen Tageszeitung Le Monde verdeutlicht Bourdieu Positionsverschiebungen im Feld.
Bourdieu befasst sich mit den Konsequenzen aus der zunehmenden Bedeutung des Fernsehens gegenüber den Printmedien. Zuerst einmal sei die Reichweite zu nennen, die das Fernsehen der Presse überlegen macht. Zudem wohne dem Fernsehen eine konservative Tendenz inne, zu der ein bestimmter Moralingehalt gehöre. Das Medium fördere Konformismus und Akademismus, und Journalisten könnten der gesamten Gesellschaft ihre Problemstellung und ihre Weltsicht aufdrängen. Trotz verschiedener Sichtweisen „basiert das journalistische Feld [...] unweigerlich und jenseits aller Unterschiede von Position und Meinung auf einer Gesamtheit von allen geteilter Grundannahmen und Dogmen.“ Die Journalisten üben eine „erbarmungslose Zensur“ aus, ohne dass sie es wissen (Illusio).

### Der journalistische Habitus
Akteure im journalistischen Feld haben laut Bourdieu oft stereotype Ansichten über ihre Berufskollegen (z. B. kritische Position der Presse gegenüber dem Fernsehen). Es handele sich dabei sowohl um Stellungnahmen als auch um Strategien. Der Pressejournalismus sei aber gegenüber dem Fernsehen deutlich im Rückzug, was sich in der untergeordneten Stellung der Zeitungsschreiber im Gegensatz zu den TV-Leuten ausdrücke. Durch den Bedeutungsgewinn des Fernsehens werde eine auf Sensationen beruhende Art von Berichterstattung zunehmend einflussreicher. Die Zeitungen müssten sich fragen, ob sie der Logik des Fernsehens folgen wollen oder ihrer Eigenlogik treu bleiben.
Im Gegensatz zu anderen Feldern der Kulturproduktion sei dasjenige des Journalismus stärker von externen Kräften abhängig. Zudem existierten im Journalismus kaum interne Sanktionsinstanzen, anders als im Feld der Wissenschaft, im politischen Feld und im Feld der Wirtschaft. Das journalistische Feld steht laut Bourdieu unter dem Einfluss des ökonomischen Feldes (siehe: ökonomisches Kapital) und übt seinerseits Druck auf andere Felder aus. Auguste Comte sagte: „Aus Wissenschaft folgt Prognose, aus Prognose folgt Handlung.“ Gegenwärtig sind nach Bourdieu alle Felder der Kulturproduktion journalistischem Druck ausgesetzt.
Anschließend handelt Bourdieu das Verhältnis von Journalismus und Intellektuellen ab. Die Medien mischen sich seiner Auffassung nach in andere Felder ein, so z. B. in die Wissenschaft oder in die Kunst. Damit sie dies tun können, müssen sie auf Komplizenschaft hoffen. Bourdieu fragt sich: Wer kollaboriert und wer leistet Widerstand? Die empirische Untersuchung zeige, dass Akteure mit hoher Wertschätzung seitens der Kollegen eher nicht kollaborieren. „Wenn es mir unerlässlich scheint, diese heteronomen Intellektuellen zu bekämpfen, so deswegen, weil sie das Trojanische Pferd sind, durch das die Heteronomie, das heißt die Gesetze des Kommerzes, der Ökonomie, in das Feld Einzug halten.“ Auch in der Politik stelle das Fernsehen die Autonomie des Feldes in Frage. Die Medien könnten hier zu Brandstiftern werden, indem sie die Wut der Bevölkerung aufstacheln. „Es zeigt sich, wie eine Logik der Rache wiederersteht, gegen die die gesamte juristische und auch die politische Logik aufgebaut worden sind.“

### Gegenmaßnahmen
Aus Bourdieus Sicht müssen die Bedingungen hinsichtlich des Auftretens im Fernsehen besser verhandelt werden. „Anders gesagt, man muss dafür kämpfen, dass die zur Förderung des Universellen notwendigen Produktionsbedingungen bereitgestellt werden, und gleichzeitig an der Verallgemeinerung der Zugangsbedingungen zum Universellen arbeiten, damit immer mehr Menschen die Voraussetzungen erfüllen, sich das Universelle anzueignen [...] Man kann und muss im Namen der Demokratie gegen die Einschaltquote kämpfen.“

## Ausgaben
- Sur la télévision. Liber-Raisons d’agir. Paris 1996, ISBN 2-912107-00-8.
- Über das Fernsehen. Suhrkamp, Frankfurt am Main 1998, ISBN 3-518-12054-9.